# Severokavkazski
Severokavkazski - Северокавказский (rus) - és un khútor del krai de Krasnodar, a Rússia. Es troba a la vora dreta del riu Kuban. És a 5 km al nord de Novokubansk i a 164 km a l'est de Krasnodar.
Pertany al poble de Kovalévskoie.